# 岡峰光舟
岡峰 光舟（おかみね こうしゅう、1979年10月14日 - ）は、日本のベーシスト。ロックバンドTHE BACK HORNのベーシスト。広島県福山市出身。

## 人物
- 左手の運指によるグリッサンドやハンマリング・オンなどといったテクニックと、右指によるピッキングから生み出されるサウンドから作られる縦横無尽に駆け回るフレーズ、加えて和音による臨場感のあるフレーズを持ち味としたプレイをする。
- 2001年に脱退したベーシストの後任を探していたTHE BACK HORNを当時の新宿LOFTの店長から紹介され、参加する。約2年間程サポートとして活動後、2002年12月から正式メンバーとして迎えられる。
- 10thシングル「キズナソング」のc/w「夜空」での作詞デビュー以来、作詞活動も積極的に行っている（代表作は「浮世の波」、「負うべき傷」、「再生」など）。
- 通称として、岡峰、光舟、女将などがある[要出典]。
- 2014年に女優の入山法子と結婚[1][2]、2020年に離婚を報告[3]。

## 使用機材

### ベース
Moon Custom Made Model  （現在のメイン。オリジナルモデルで、ルックスはテレキャスター・ベースをもとにしている。）
Fender USA American Deluxe Precision Bass （カラーは青、2002年加入時）
Fender Vintage Precision Custom Bass （カラーは緑、3rdアルバム〜4thアルバム頃より。2008年頃までのメイン）
ギターズムーン・JB-150M LPB
フェンダー・カスタムショップ・プレシジョンベース/シースルー・イエロー
Rickenbacker 4003 (初めて買ったベース)
Alembic Essence

### アンプ
現在の構成はaguilar・DB751（ヘッド）、aguilar・AG500（ヘッド）+ aguilar・DB410（キャビネット）、aguilar・DB115（キャビネット）
2002年加入時はアンペグ・SVT-IIとアンペグ・SVT 810Eのセットを使っていた。

## 著書
- ああ夢城＋歴史のふし穴（2021年7月23日、LOFT BOOKS）